# Йосафат Бражиц
Йосафа́т Бра́жиц  (пол. Jozafat J. Brażyc; 1635, Вільно — 12 лютого 1683, Вітебськ) — церковний діяч Великого князівства Литовського XVII ст., священник Руської унійної церкви, василіянин Литовської провінції Пресвятої Тройці, проповідник, настоятель монастирів у Холмі, Мінську, Полоцьку і Вітебську, екзорцист.

## Життєпис

### Навчання і дар екзорцизму
Народився у Вільно. До Василіянського Чину вступив на новіціят у Битенський монастир. У Мінську був учнем отця Венедикта Терлецького. З цим першим мінським періодом життя о. Бражица пов'язане чудесне отримання дару зцілення людей, одержимих бісами. Єзуїт Ян Алойзій Кулеша в книзі «Віра православна…» (Вільно, 1704) розповідає епізод, який трапився з о. Йосафатом Бражицем у Мінську під час епідемії чуми (1654/1655) і про який той особисто оповів авторові:
|  | Під час морового повітря в Мінську, я попросив у настоятелів дозвіл допомагати зараженим. І коли я служив цим людям, будучи недавно рукоположеним священиком, то й сам заразився і помер. Господар поклав мене на дошках, а сам пішов приготовляти мені гріб. Я ж коли розлучився з тілом, опинився в ясно-зеленому краю, де мені з'явилася прекрасна Пані і сказала:„Мені подобається твоя відданість в праці для душ відкуплених Кров'ю мого Сина — не залишай їх, бо я випросила для тебе ще багато років життя і дар вигнання бісів.“ Я відчув себе цілком здоровим, лише дуже слабким, бо через хворобу довший час нічого не їв. Тоді я послав чотирилітню дитину господаря, яка нічого не розуміла, тому й не боялася, сказати, щоб господар приніс мені поїсти. А коли він не повірив, то я послав дитину вдруге, щоб покликати його самого. Коли ж він наблизився до вікна і побачив, що я сиджу, то почав утікати. Зібравши юрбу, вони разом ледве осмілились увійти. Я ж, підкріплений їжею, відразу приступив до своїх звичних справ. |

В 1660 році призначений на схоластичне богослов'я до Єзуїтської колегії у Браунсбергу (нині Бранєво, Польща) і вписався на навчання 6 січня 1661 року, проте після двох років, не бажаючи складати приписану обов'язкову присягу, 10 лютого 1663 року покинув навчання в колегії.

### Настоятель монастирів

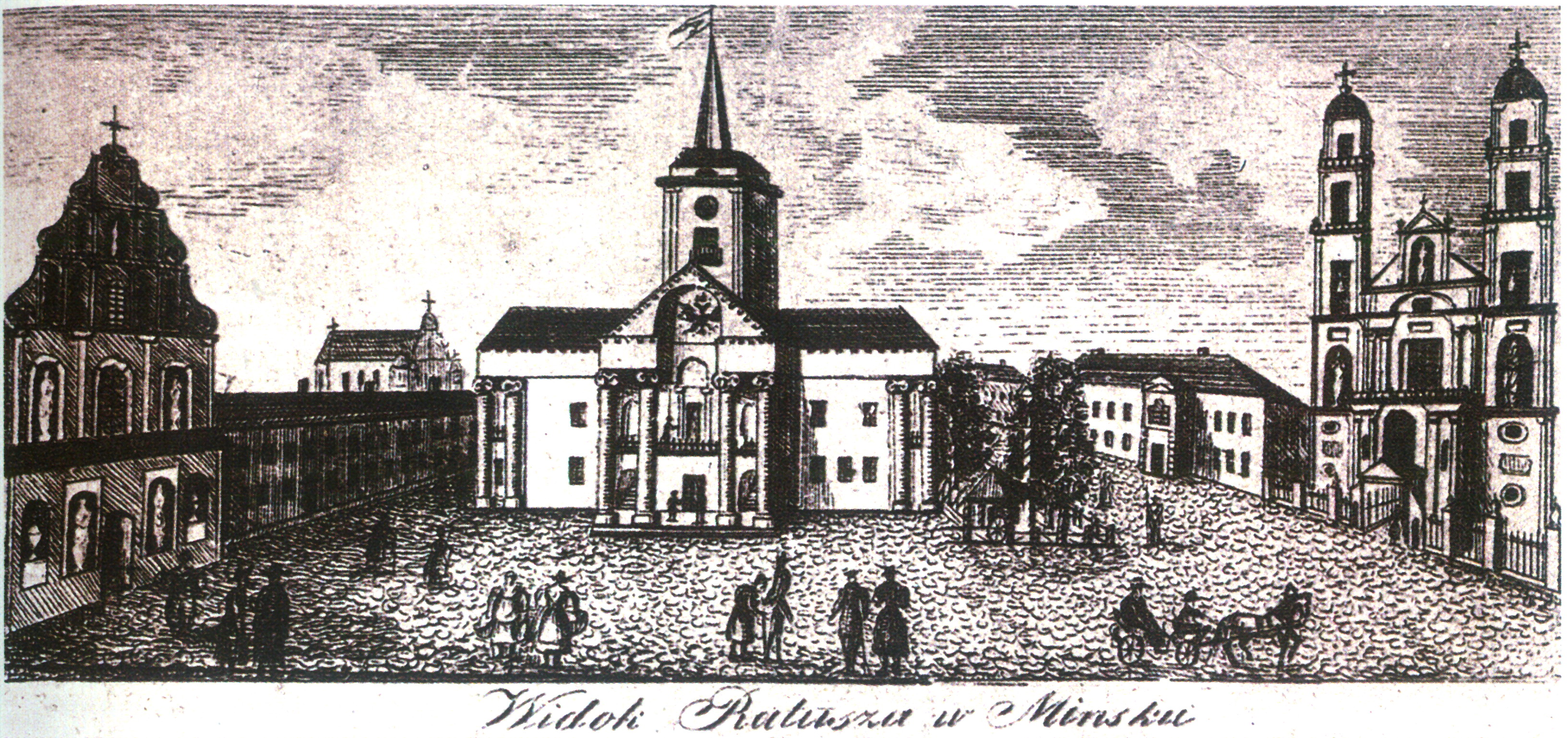
Мінська ратуша бл. 1800 року. Зліва церква Святого Духа колишнього василіянського монастиря.

Після повернення, виконував уряд настоятеля Холмського монастиря, а в часі відсутності владики Якова Суші (в 1664—1666 роках перебував у Римі), як офіціал керував Холмською єпархією. Був викладачем риторики у василіянській школі в Холмі і проповідником. В часі Великого посту, як згадує сучасник, відвідував хворих по шпиталях і убогих, вмивав їм ноги і давав милостиню. Коли повернувся Суша, о. Йосафата Бражица переведено на уряд настоятеля в Мінську, де зайнявся відновленням монастиря і монастирської церкви, пошкоджених внаслідок московських військових кампаній 1650-х поч. 1660-х років.
В 1671 році призначений на настоятеля Полоцького монастиря при катедрі Святої Софії. За його настоятельства при катедрі св. Софії постало братство Покрови Матері Божої. У Полоцьку Бражиц настільки ревно поширював культ блаженного Йосафата Кунцевича, що пізніше російський історик Михайло Коялович навіть припускав, що він був автором творів, приписуваних св. Йосафатові. Як ігумен Полоцький і офіціал Полоцького архієпископа в 1680 р. брав участь в церковному соборі в Любліні (т. зв. Colloquio Lublinensi), скликаному з ініціативи короля Яна III Собєського для того, щоб схилити до об'єднання всіх уніатів і православних Речі Посполитої в одну церковну організацію. Незадовго після цього, став першим настоятелем новозаснованого Вітебського монастиря.
Передбачив день своєї смерті і навіть сам задзвонив у монастирський дзвін, щоб за монашим звичаєм, братія зійшлася провести вмираючого в останню путь. Після короткої молитви (літанії), помер 12 лютого 1683 року в опінії святості (лат. in odore sanctitatis) у Вітебську. Похований був під амвоном дерев'яної Свято-Успенської монастирської церкви. Після побудови на місці старої церкви нового мурованого собору, місце поховання о. Йосафата Бражица забулося.

### Характеристика
Відомий був перш за все зі святості свого життя, як «чудотворець», який мав владу зцілювати одержимих злими духами, як апостол Унії, опікун хворих і убогих. Володів також особливим даром навернення закам'янілих грішників.
Про Бражица згадували у своїх працях: Яків Суша, Ян Алойзій Кулеша, Ігнатій Кульчинський, Ігнатій Стебельський, Михайло Коялович, Волиняк (Ян Марек Ґіжицький) і Садок Баронч, а Олександр Тарасевич у 1680 році виконав мідерит із його портретом.

## Борунська ікона Божої Матері

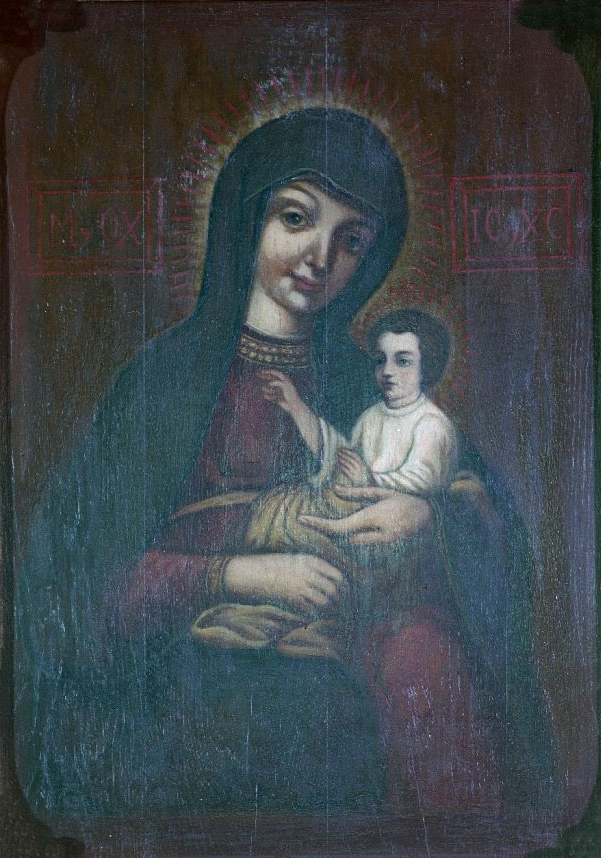
Борунська ікона Божої Матері

Йосафат Бражиц відзначався особливою набожністю до Пресвятої Богородиці й зберігав у себе Її ікону, яку перед смертю подарував своєму родичеві Михайлові Песлякові. Песляк заснував у 1692 році в селі Боруни (нині Ошмянський район Гродненської області, Білорусь) василіянський монастир і передав туди ікону. Вперше ікона згадана у 1705 році, а в 1712 в Супраслі була видана книга митрополита Льва Кишки про її чуда (перевидана там само в 1742 році). Сьогодні Борунська ікона Божої Матері — одна з найшановніших святинь Білорусі. Зберігається вона в Борунах у костелі святих апостолів Петра і Павла — колишньому унійному і василіянському храмі.